# ياهاتا نيشي-كو
ياهاتا نيشي-كو (باليابانية: 八幡西区) هو حي في اليابان، يقع في كيتاكيوشو، بلغ عدد سكانه 253,590 نسمة وذلك حسب إحصائيات سنة 2017، تبلغ مساحته 83.04 كيلومتر مربع.

## أعلام
- كينيتشي ناكاتا